# Jarczów (gmina)
Jarczów – gmina wiejska w województwie lubelskim, w powiecie tomaszowskim. W latach 1975–1998 gmina położona była w województwie zamojskim.
Siedziba gminy to Jarczów.
Według danych z 30 czerwca 2004 gminę zamieszkiwało 3688 osób.

## Ochrona przyrody
Na obszarze gminy znajduje się rezerwat przyrody Las Lipowy w Uroczysku Bukowiec chroniący fragment lasu lipowego naturalnego pochodzenia.

## Struktura powierzchni
Według danych z roku 2002 gmina Jarczów ma obszar 107,5 km², w tym:
- użytki rolne: 80%
- użytki leśne: 14%

Gmina stanowi 7,23% powierzchni powiatu.
Za Królestwa Polskiego gmina należała do tomaszowskiego w guberni lubelskiej. 1 stycznia?/13 stycznia 1870 do gminy przyłączono pozbawiony praw miejskich Jarczów.

## Demografia
Dane z 30 czerwca 2004:
| Opis                              | Ogółem | Ogółem | Kobiety | Kobiety | Mężczyźni | Mężczyźni |
| --------------------------------- | ------ | ------ | ------- | ------- | --------- | --------- |
| jednostka                         | osób   | %      | osób    | %       | osób      | %         |
| populacja                         | 3688   | 100    | 1856    | 50,3    | 1832      | 49,7      |
| gęstość zaludnienia (mieszk./km²) | 34,3   | 34,3   | 17,3    | 17,3    | 17        | 17        |

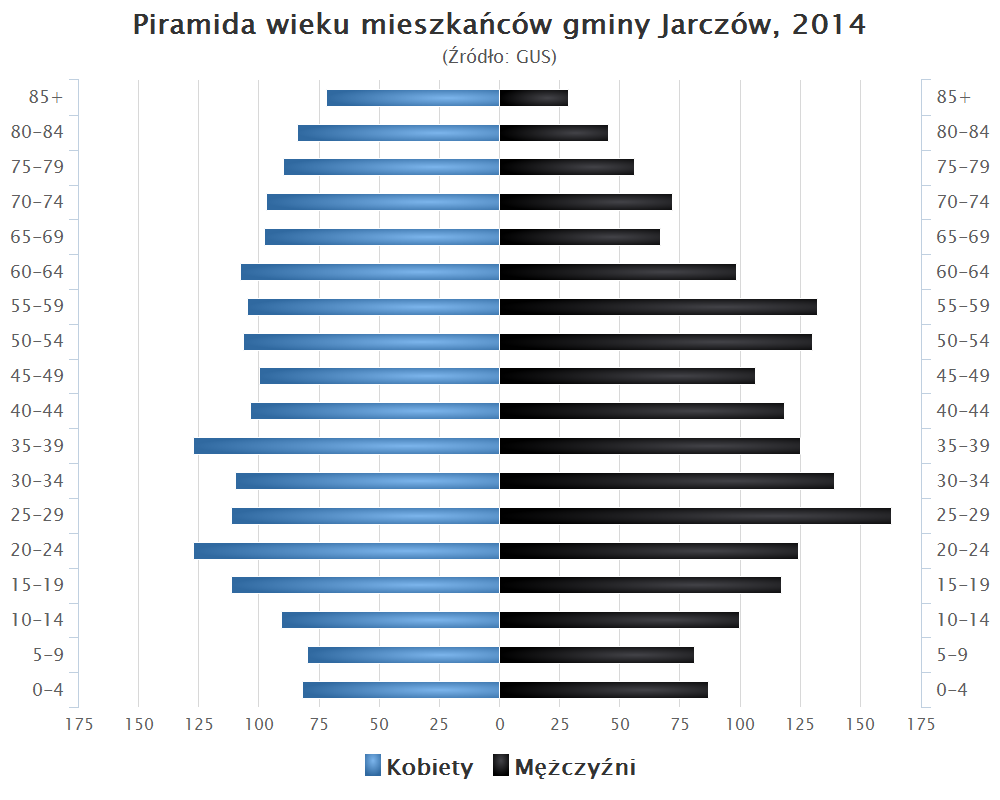
Piramida wieku mieszkańców gminy Jarczów w 2014 roku

Według stanu na dzień 31 grudnia 2023 roku:
| Opis                | Ogółem       | Ogółem       | Kobiety      | Kobiety      | Mężczyźni    | Mężczyźni    |
| Jednostka           | osób         | %            | osób         | %            | osób         | %            |
| Populacja           | 3 332        | 100,00       | 1 675        | 50,27        | 1 657        | 49,73        |
| Gęstość zaludnienia | 31,25 os/km2 | 31,25 os/km2 | 15,71 os/km2 | 15,71 os/km2 | 15,54 os/km2 | 15,54 os/km2 |

## Miejscowości
| Wykaz miejscowości podstawowych oraz ich części w administracji gminy Jarczów | Wykaz miejscowości podstawowych oraz ich części w administracji gminy Jarczów | Wykaz miejscowości podstawowych oraz ich części w administracji gminy Jarczów | Wykaz miejscowości podstawowych oraz ich części w administracji gminy Jarczów | Wykaz miejscowości podstawowych oraz ich części w administracji gminy Jarczów | Wykaz miejscowości podstawowych oraz ich części w administracji gminy Jarczów |
| Nazwa podstawowa                                                              | Identyfikator SIMC                                                            | Rodzaj miejscowości                                                           | Miejscowość podstawowa                                                        | Uwagi CODGiK                                                                  | Położenie geograficzne                                                        |
| ----------------------------------------------------------------------------- | ----------------------------------------------------------------------------- | ----------------------------------------------------------------------------- | ----------------------------------------------------------------------------- | ----------------------------------------------------------------------------- | ----------------------------------------------------------------------------- |
| Budy                                                                          | 0890198                                                                       | część wsi                                                                     | Przewłoka                                                                     |                                                                               | 50°26′54″N 23°32′03″E/50,448333 23,534167                                     |
| Bukowiec                                                                      | 0890264                                                                       | część wsi                                                                     | Wola Gródecka                                                                 |                                                                               | 50°29′05″N 23°37′09″E/50,484722 23,619167                                     |
| Chodywańce                                                                    | 0889999                                                                       | wieś                                                                          |                                                                               |                                                                               | 50°24′29″N 23°38′09″E/50,408056 23,635833                                     |
| Chodywańce-Kolonia                                                            | 0890005                                                                       | część wsi                                                                     | Chodywańce                                                                    |                                                                               | 50°24′37″N 23°36′31″E/50,410278 23,608611                                     |
| Górki                                                                         | 1024994                                                                       | część kolonii                                                                 | Gródek-Kolonia                                                                |                                                                               | 50°28′25″N 23°37′34″E/50,473611 23,626111                                     |
| Gródek                                                                        | 0890028                                                                       | wieś                                                                          |                                                                               |                                                                               | 50°28′41″N 23°37′50″E/50,478056 23,630556                                     |
| Gródek-Kolonia                                                                | 0890034                                                                       | kolonia                                                                       | Gródek-Kolonia                                                                |                                                                               | 50°28′24″N 23°38′05″E/50,473333 23,634722                                     |
| Jarczów                                                                       | 0890040                                                                       | wieś                                                                          |                                                                               |                                                                               | 50°25′26″N 23°35′15″E/50,423889 23,587500                                     |
| Jarczów-Kolonia Druga                                                         | 0890057                                                                       | kolonia                                                                       | Jarczów-Kolonia Druga                                                         |                                                                               | 50°24′42″N 23°33′47″E/50,411667 23,563056                                     |
| Jarczów-Kolonia Pierwsza                                                      | 0890086                                                                       | wieś                                                                          |                                                                               |                                                                               | 50°25′45″N 23°34′22″E/50,429167 23,572778                                     |
| Jurów                                                                         | 0890117                                                                       | wieś                                                                          |                                                                               |                                                                               | 50°25′28″N 23°37′41″E/50,424444 23,628056                                     |
| Karczunek                                                                     | 0890063                                                                       | część kolonii                                                                 | Jarczów-Kolonia Druga                                                         |                                                                               | 50°24′41″N 23°33′25″E/50,411389 23,556944                                     |
| Kolonia                                                                       | 1025002                                                                       | część wsi                                                                     | Łubcze                                                                        |                                                                               | 50°27′02″N 23°37′35″E/50,450556 23,626389                                     |
| Kolonia                                                                       | 0890241                                                                       | część wsi                                                                     | Wierszczyca                                                                   |                                                                               | 50°26′45″N 23°35′22″E/50,445833 23,589444                                     |
| Koniec                                                                        | 1025019                                                                       | część wsi                                                                     | Wierszczyca                                                                   |                                                                               | 50°26′52″N 23°36′27″E/50,447778 23,607500                                     |
| Korhynie                                                                      | 0890123                                                                       | kolonia                                                                       | Korhynie                                                                      |                                                                               | 50°24′31″N 23°32′05″E/50,408611 23,534722                                     |
| Korycizna                                                                     | 0890070                                                                       | część kolonii                                                                 | Jarczów-Kolonia Druga                                                         |                                                                               | 50°25′14″N 23°33′26″E/50,420556 23,557222                                     |
| Leliszka                                                                      | 0890146                                                                       | osada leśna                                                                   | Korhynie                                                                      | do 2013 r. – leśniczówka; zniszczona zabudowa                                 | 50°23′26″N 23°30′44″E/50,390556 23,512222                                     |
| Łubcze                                                                        | 0890152                                                                       | wieś                                                                          |                                                                               |                                                                               | 50°27′05″N 23°39′24″E/50,451389 23,656667                                     |
| Nedeżów                                                                       | 0890169                                                                       | wieś                                                                          |                                                                               |                                                                               | 50°28′05″N 23°34′01″E/50,468056 23,566944                                     |
| Nowy Przeorsk                                                                 | 0902323                                                                       | osada                                                                         | Nowy Przeorsk                                                                 |                                                                               | 50°26′03″N 23°31′55″E/50,434167 23,531944                                     |
| Plebanka                                                                      | 0890175                                                                       | osada                                                                         | Plebanka                                                                      | dawny PGR                                                                     | 50°24′11″N 23°39′44″E/50,403056 23,662222                                     |
| Pomiary                                                                       | 1025143                                                                       | kolonia                                                                       | Nedeżów                                                                       | brak zabudowy                                                                 | 50°27′19″N 23°35′00″E/50,455278 23,583333                                     |
| Poprzeczka                                                                    | 1025150                                                                       | część kolonii                                                                 | Gródek-Kolonia                                                                |                                                                               | 50°28′31″N 23°38′46″E/50,475278 23,646111                                     |
| Przewłoka                                                                     | 0890181                                                                       | wieś                                                                          |                                                                               |                                                                               | 50°27′03″N 23°33′04″E/50,450833 23,551111                                     |
| Rakówka                                                                       | 1025166                                                                       | część wsi                                                                     | Gródek                                                                        |                                                                               | 50°28′39″N 23°37′18″E/50,477500 23,621667                                     |
| Sowiniec                                                                      | 0890206                                                                       | wieś                                                                          |                                                                               |                                                                               | 50°27′54″N 23°35′47″E/50,465000 23,596389                                     |
| Szlatyn                                                                       | 0890212                                                                       | kolonia                                                                       | Szlatyn                                                                       |                                                                               | 50°26′39″N 23°40′00″E/50,444167 23,666667                                     |
| Tamten Koniec                                                                 | 1025172                                                                       | część wsi                                                                     | Nedeżów                                                                       |                                                                               | 50°28′09″N 23°34′44″E/50,469167 23,578889                                     |
| Warszawska                                                                    | 0890092                                                                       | część wsi                                                                     | Jarczów-Kolonia Pierwsza                                                      |                                                                               | 50°26′14″N 23°34′19″E/50,437222 23,571944                                     |
| Wierszczyca                                                                   | 0890235                                                                       | wieś                                                                          |                                                                               |                                                                               | 50°26′57″N 23°36′04″E/50,449167 23,601111                                     |
| Wola                                                                          | 0890130                                                                       | część kolonii                                                                 | Korhynie                                                                      | pojedyncza zagroda                                                            | 50°24′08″N 23°31′53″E/50,402222 23,531389                                     |
| Wola                                                                          | 0890229                                                                       | część kolonii                                                                 | Szlatyn                                                                       |                                                                               | 50°26′42″N 23°40′18″E/50,445000 23,671667                                     |
| Wola Gródecka                                                                 | 0890258                                                                       | wieś                                                                          |                                                                               |                                                                               | 50°29′01″N 23°37′46″E/50,483611 23,629444                                     |
| Wola Gródecka-Kolonia                                                         | 0890270                                                                       | kolonia                                                                       | Wola Gródecka-Kolonia                                                         |                                                                               | 50°28′57″N 23°39′03″E/50,482500 23,650833                                     |
| Wygon                                                                         | 1025189                                                                       | część wsi                                                                     | Nedeżów                                                                       |                                                                               | 50°28′09″N 23°33′41″E/50,469167 23,561389                                     |
| Zaolzie                                                                       | 0890100                                                                       | część wsi                                                                     | Jarczów-Kolonia Pierwsza                                                      |                                                                               | 50°25′40″N 23°35′37″E/50,427778 23,593611                                     |
| Zawady                                                                        | 0890287                                                                       | wieś                                                                          |                                                                               |                                                                               | 50°25′04″N 23°35′40″E/50,417778 23,594444                                     |
| [ 9 ]                                                                         |                                                                               |                                                                               |                                                                               |                                                                               |                                                                               |

## Sołectwa
Chodywańce, Gródek, Gródek-Kolonia, Jarczów, Jarczów-Kolonia Druga, Jarczów-Kolonia Pierwsza, Jurów, Korhynie, Łubcze, Nedeżów, Nowy Przeorsk, Plebanka, Przewłoka, Sowiniec, Szlatyn, Wierszczyca, Wola Gródecka, Zawady.

## Sąsiednie gminy
Bełżec, Lubycza Królewska, Łaszczów, Rachanie, Tomaszów Lubelski, Ulhówek.